# ليبراسيون (المغرب)
ليبراسيون (بالفرنسية: Libération) هي صحيفة مغربية يومية ناطقة باللغة الفرنسية.

## التاريخ
تأسست ليبراسيون في عام 1964، الصحيفة هي الوجه الإعلامي لحزب الاتحاد الاشتراكي للقوات الشعبية. يقع مقرها في مدينة الدار البيضاء، وتصدر باللغة العربية باسم جريدة الاتحاد الاشتراكي. أصدرت في عام 2001 حوالي 60 ألف نسخة، وفي عام 2003 أصدرت فقط 5 ألف نسخة.

## أنظر أيضا
- قائمة الصحف في المغرب
- المغرب اليوم

## روابط خارجية
- الموقع الرسمي (بالفرنسية)